# Ada Blackjack

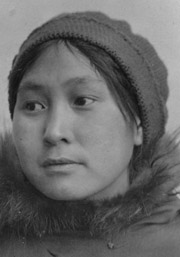
Ada Blackjack, etwa 1920

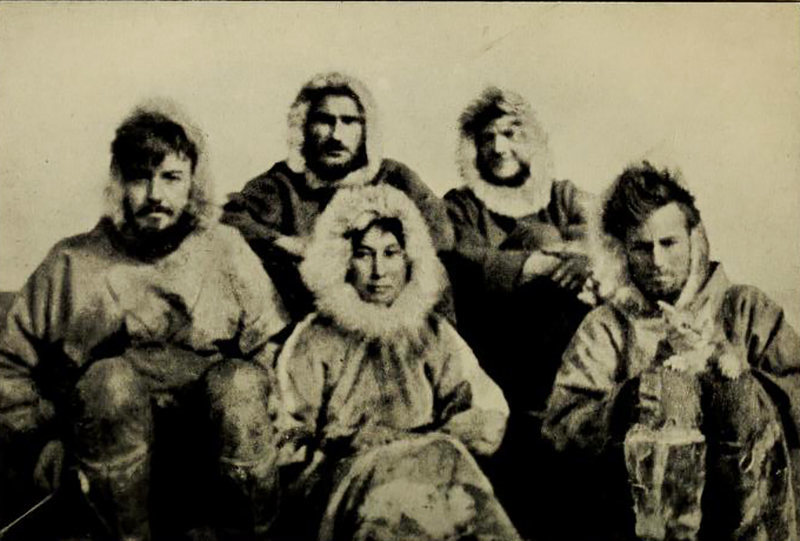
Team der Wrangelinsel-Expedition 1921

Ada Blackjack (* 10. Mai 1898 in Spruce Creek bei Solomon, Alaska als Ada Deletuk; † 29. Mai 1983 in Palmer, Alaska) war die einzige Überlebende einer Expedition zur Wrangelinsel Anfang der 1920er Jahre.

## Leben
Ada Deletuk wuchs in der abgelegenen Siedlung Spruce Creek auf. Als sie acht Jahre alt war, starb ihr Vater. Daraufhin vertraute ihre Mutter sie einer methodistischen Missionsschule in Nome an. Dort lernte sie Englisch und das Nähen. Als 16-Jährige heiratete sie den Hundeschlittenfahrer Jack Blackjack, der sie später zu missbrauchen begann. Ada ließ sich scheiden. Zwei ihrer Kinder starben als Säuglinge. Mit Bennet, ihrem nunmehr einzigen Kind, zog sie zu ihrer Mutter nach Nome. Ada arbeitete als Putzfrau und Näherin, doch das Geld reichte nicht, um eine Tuberkulosebehandlung ihres Sohnes bezahlen zu können. Sie brachte Bennet daraufhin in ein Kinderheim, in der Hoffnung, dass er dort Hilfe in seiner Krankheit erführe. Sie suchte nach einer Verdienstmöglichkeit, um ihren Sohn wieder selbst betreuen zu können. Eine Gelegenheit ergab sich, als eine Expedition eine Köchin und Näherin suchte.
Am 9. September 1921 begann von Alaska aus eine Expedition zur russischen Wrangelinsel. Ihr Initiator und Geldgeber Vilhjálmur Stefánsson hoffte, dass Kanada oder die Vereinigten Staaten die Kontrolle über die Insel für sich beanspruchen könnten. An der Expedition nahmen vier Männer und Blackjack als einzige Frau teil. Ein früherer, von Stefánsson gesponsorter Versuch, die Insel zu kolonisieren, war gescheitert.
Das Expeditionsteam bestand aus Allan Crawford, Lorne Knight, Fred Maurer, Milton Galle (drei Amerikanern sowie einem Kanadier), Ada Blackjack und einer Katze namens Vic. Ursprünglich war geplant, mehrere Familien der indigenen Völker Alaskas mitzunehmen, wobei die Frauen Stiefel und Kleidung herstellen und die Männer die Jagd übernehmen sollten. Doch als die Fahrt des Expeditionsschiffes Silver Wave am 9. September 1921 begann, war Blackjack die einzige Iñupiat. Die verwitwete 23-Jährige ließ sich trotzdem auf das Projekt ein, weil sie Geld für die medizinische Versorgung ihres Sohnes verdienen wollte.
Die Silver Wave erreichte die Wrangelinsel am 16. September 1921. Anfangs übernachtete das Team in einem Zelt, dann in einem Schneehaus. Es war geplant, zwei Jahre auf der Insel zu bleiben. Die mitgebrachten Vorräte reichten aber nur für ein halbes Jahr, es sollte sich von den Ressourcen der Insel ernährt werden. Das funktionierte zu Beginn, doch im Spätherbst 1922 verschlechterten sich die Bedingungen. Ein Versorgungsschiff konnte wegen des Eisganges die Insel nicht erreichen und Knight zeigte deutliche Anzeichen von Skorbut. Trotzdem brachen er und Crawford am 8. Januar 1923 mit den Hunden nach Sibirien auf, um Hilfe zu holen. Nach wenigen Tagen kehrten sie zurück, Knight war zu krank für die Anstrengungen. Am 28. Januar brachen Crawford, Maurer und Galle nach Sibirien auf. Seitdem gelten sie als vermisst.
Blackjack, die keine Erfahrungen mit der Jagd und dem Fischen hatte, blieb mit Knight zurück, der ab Februar bettlägerig war und am 23. Juni starb. Sie verbrachte fast zwei Monate alleine mit der Katze Vic auf der Insel, wo sie stets von Eisbären bedroht war. Die Kraft zum Überleben fand sie nicht zuletzt in ihrem tiefen Glauben und Gottvertrauen. Außerdem brachte sie sich selbst das Jagen mit einem Gewehr bei, fing an Holz zu hacken und Feuer selbstständig zu machen und kämpfte so um ihr Überleben. Am 19. August 1923 wurde sie von einem Versorgungsboot gerettet.
Vilhjálmur Stefánsson veröffentlichte 1926 auf Basis von Adas Tagebuch den romanhaften Abenteuerbericht "The Adventure of Wrangel Island". Von den Bucheinnahmen erhält Ada aber nichts ab.
In Erinnerung an Ada wurde das Segelboot von Isabelle Autissier, mit dem diese mehrere Arktisfahrten unternahm, auf den Namen "Ada" getauft.